# Voile aux Jeux panaméricains de 2019
Navigation
2015
Les compétitions de voile aux Jeux panaméricains de 2019 ont lieu du 3 au 11 août 2019 à Lima, au Pérou.

## Médaillés

### Hommes
| Épreuves | Or                                | Argent                           | Bronze                                    |
| -------- | --------------------------------- | -------------------------------- | ----------------------------------------- |
| RS:X     | Bautista Saubidet Birkner (ARG)   | Pedro Pascual (USA)              | Mack Eerenbeemt (ARU)                     |
| Laser    | Juan Ignacio Maegli (GUA)         | Bruno Fontes (BRA)               | Charlie Buckingham (USA)                  |
| 49er     | Brésil Marco Grael Gabriel Borges | Argentine Yago Lange Klaus Lange | Canada Alexander Heinzemann Justin Barnes |

### Femmes
| Épreuves     | Or                                | Argent                                 | Bronze                                       |
| ------------ | --------------------------------- | -------------------------------------- | -------------------------------------------- |
| RS:X         | Patrícia Freitas (BRA)            | María Celia Tejerina (ARG)             | Maria Bazo (PER)                             |
| Laser Radial | Sarah Douglas (CAN)               | Charlotte Rose (USA)                   | Lucía Falasca (ARG)                          |
| 49erFX       | Brésil Martine Grael Kahena Kunze | États-Unis Stephanie Roble Maggie Shea | Argentine Victoria Travascio María Sol Branz |

### Individuel mixte
| Épreuves | Or                       | Argent                 | Bronze                 |
| -------- | ------------------------ | ---------------------- | ---------------------- |
| Sunfish  | Matheus Dellagnelo (BRA) | Luke Ramsay (CAN)      | Renzo Sanguineti (PER) |
| Kites    | Bruno Lobo (BRA)         | Nicolás Landauer (URU) | William Cyr (USA)      |

### Par équipes mixte
| Épreuves  | Or                                                    | Argent                                              | Bronze                                          |
| --------- | ----------------------------------------------------- | --------------------------------------------------- | ----------------------------------------------- |
| Snipe     | États-Unis Ernesto Rodriguez Hallie Schiffman         | Uruguay Ricardo Fabini Florencia Parnizari          | Brésil Rafael Martins (pt) Juliana Duque        |
| Lightning | Argentine Javier Conte Paula Salerno Ignacio Giammona | Brésil Cláudio Biekarck Isabel Ficker Gunnar Ficker | Chili Felipe Robles Andrés Guevara Paula Herman |
| Nacra 17  | États-Unis Riley Gibbs Anna Weis                      | Argentine Mateo Majdalani Eugenia Bosco             | Brésil Samuel Albrecht Gabriela Nicolino        |

## Tableau des médailles
| Rang  | Nation     | Or | Argent | Bronze | Total |
| ----- | ---------- | -- | ------ | ------ | ----- |
| 1     | Brésil     | 5  | 2      | 2      | 9     |
| 2     | Argentine  | 2  | 3      | 2      | 7     |
| 2     | États-Unis | 2  | 3      | 2      | 7     |
| 4     | Canada     | 1  | 1      | 1      | 3     |
| 5     | Guatemala  | 1  | 0      | 0      | 1     |
| 6     | Uruguay    | 0  | 2      | 0      | 2     |
| 7     | Pérou      | 0  | 0      | 2      | 2     |
| 8     | Aruba      | 0  | 0      | 1      | 1     |
| 8     | Chili      | 0  | 0      | 1      | 1     |
| Total | Total      | 11 | 11     | 11     | 33    |